# Parkmanagement

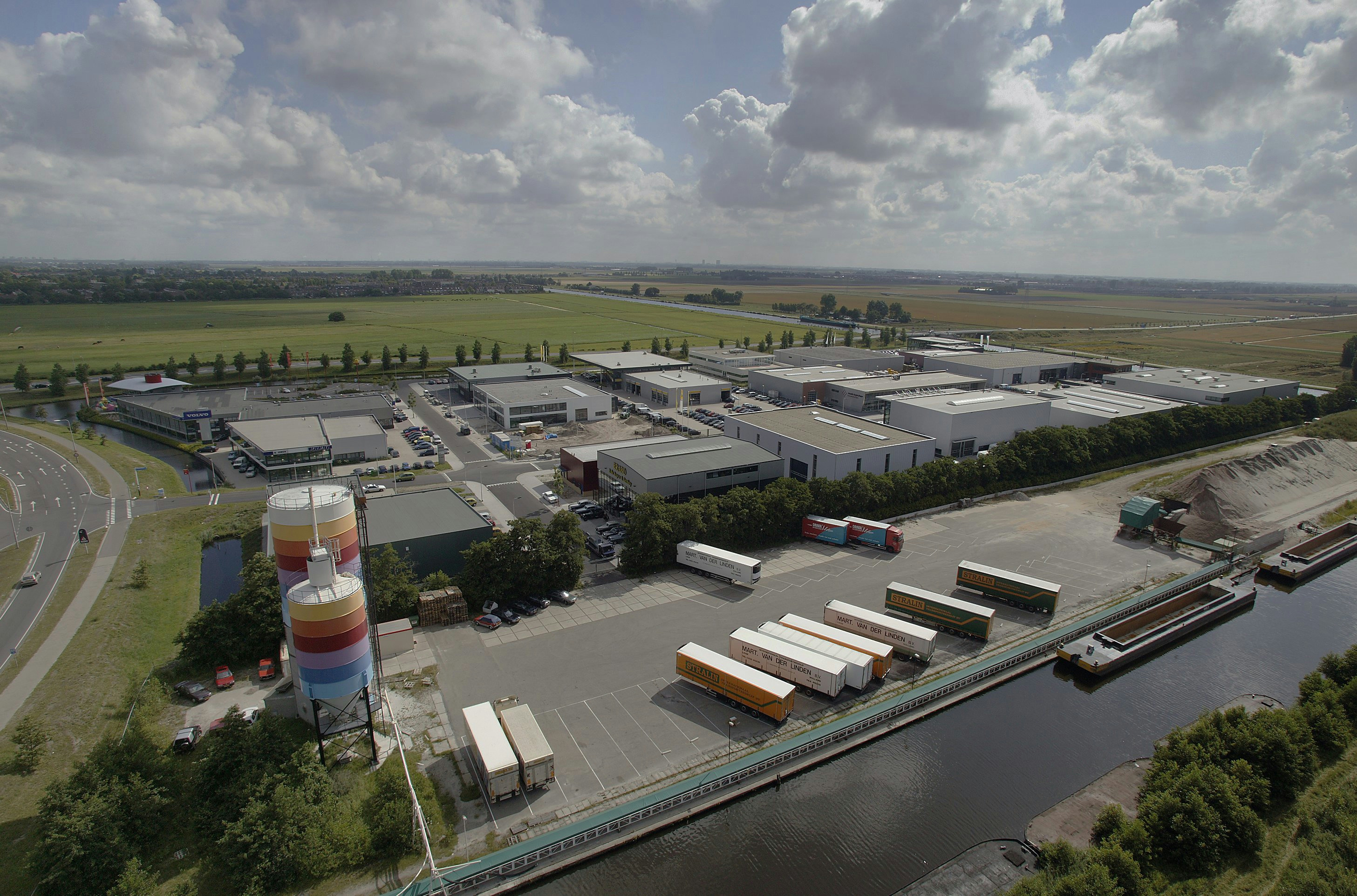
Bedrijventerrein

Parkmanagement is een manier om de kwaliteit van bedrijventerreinen in stand te houden of te verbeteren.
Gebruikelijke parkmanagement activiteiten zijn:
- beheer en onderhoud openbare ruimte
- bewegwijzering
- collectieve beveiliging
- gezamenlijke afvalinzameling en verwerking
- gezamenlijke inkoop van onderzoek en advies.

Parkmanagement bevordert het in stand blijven van de kwaliteit van de openbare ruimte en daarmee de waardevastheid van het vastgoed. Ook maakt gezamenlijk beheer kostenbesparing mogelijk. De bijdragen van ondernemingen voor het parkmanagement verschillen afhankelijk van de wensen aan producten en diensten.
Parkmanagement kan bestaan uit het aanstellen van een coördinerende parkmanager, een compleet projectmanagement-pakket of deelcontracten.
Een dergelijke vorm van overkoepelend beheer en dienstverlening wordt ook vaak toegepast bij bedrijfsverzamelgebouwen.

## Nederland
In Nederland bevinden zich 3.960 bedrijventerreinen. Op circa 1.000 daarvan zijn zo'n 35 commerciële organisaties die parkmanagement aanbieden actief. Daarnaast zijn er ondernemersverenigingen die het management van hun terrein zelf verzorgen. Op nieuwe bedrijventerreinen is deelname vaak verplicht, op bestaande is het meestal een zaak van de ondernemersvereniging.
Parkmanagement wordt vaak opgevat als een publiek-private samenwerking, waarin de lokale overheid en de betrokken bedrijven een gezamenlijke inspanning doen in het beheer van een bedrijventerrein. Dit is echter niet vanzelfsprekend. Vaak wordt onderscheid gemaakt naar een publiek-privaat deel en een zuiver privaat deel. Bij het publiek-private deel gaat het dan om het gezamenlijk beheer van de openbare en private ruimte. Bij het zuiver private deel gaat het om initiatieven die bedrijven gezamenlijk op touw kunnen zetten, met name om collectiviteitsvoordelen te behalen.
De provincie Gelderland is de provincie met de meeste bedrijventerreinen met parkmanagement(87%). 